# Hazar (jezioro)
Hazar (tur. Hazar Gölü) – jezioro we wschodniej Turcji, w górach Taurus Wschodni.